# Ghiselin Danckerts
Pour les articles homonymes, voir Ghiselin.
Ghiselin Danckerts, né vers 1510 à Tholen dans la province de Zélande aux Pays-Bas, et mort après août 1565, est un compositeur, chanteur et théoricien de la musique.

## Biographie
Il est né à Tholen, en Zélande, mais on ignore tout de son enfance. Il a été clerc du diocèse de Liège. 
Entre 1538 et 1565, il a également été chantre de la chapelle papale. 
Il fut conseiller musical du Concile de Trente.

## Œuvre
Quelques œuvres de Danckerts ont survécu, mais aucune publication complète n'a été publiée. On conserve 3 canons, 2 motets et 2 madrigaux.